# The Gordon Sisters Boxing
The Gordon Sisters Boxing er en amerikansk stumfilm fra 1901.

## Medvirkende
- Bessie Gordon
- Minnie Gordon